# Argulus dageti
Argulus dageti is een visluizensoort uit de familie van de Argulidae. De wetenschappelijke naam van de soort is voor het eerst geldig gepubliceerd in 1960 door Dollfus.